# Шеста египатска династија
Трећа, Четврта, Пета и Шеста династија древног Египта се често наводе под заједничким називом Старо краљевство.

## Владари шесте династије
Познати владари у историји Египта, за Шесту династију:
| Име                   | Напомене | Датум                           |
| --------------------- | -------- | ------------------------------- |
| Тети II               | -        | 2345. п. н. е. – 2333. п. н. е. |
| Усеркара              | -        | 2333. п. н. е. – 2332. п. н. е. |
| Пепи I Мерире         | -        | 2332. п. н. е. – 2283. п. н. е. |
| Меренре Немтиемсаф I  | -        | 2283. п. н. е. – 2278. п. н. е. |
| Пепи II Неферкаре     | -        | 2278. п. н. е. – 2184. п. н. е. |
| Меренре Немтиемсаф II | -        | 2184. п. н. е.                  |
| Нитигрет              | -        | 2184. п. н. е. – 2183. п. н. е. |

Шесту династију Египта многи сматрају последњом династијом Старог краљевства древног Египта, иако Оксфордска историја старог Египта (The Oxford History of Ancient Egypt, Ian Shaw, 2000) у Старо краљевство укључује Седму и Осму династију. Манетон пише да су ти краљеви владали из Мемфиса, или на египатском Менефера, што је име са натписа пирамиде Унаса недавно саграђене; археолози се по овом питању слажу с Манетоном.
Шесту династију је основао Тети, који се оженио за Ипут, за коју се традиционално верује да је била ћерка краља Унаса из Пете династије. Други важни чланови династије укључују Пепија II, коме се приписује владавина од 94 године, најдужа у историји древног Египта; те последњи владар Нитигрет (исто познат по грчком имену Нитоцрис), за коју неки египтолози мисле да је била не само прва Египатска владарка, него и први женски владар на свету.

## Трговина
За време ове династије су се слале трговачке експедиције у Вади Магхаре на Синају како би се копао тиркиз и бакар, исто као и у руднике у Хатнубу и Вади Хамамуту. Фараон Ђедкара је слао трговачке експедиције на југ у Пунт и на север у Библос, а Пепи I је слао експедиције не само на ове локације него и у Еблу.
Са повећаним бројем биографских натписа у не-краљевским гробовима, данашња сазнања о историји периода су шира у односу на монолитно формалну фасаду ранијих владара. На пример, позната је неуспела завера против Пепија I. Такође је познато писмо младог краља Пепија II, узбуђеног што ће се једна од његових експедиција вратити са пигмејом који зна да плеше из Јама, јужно од Нубије.
Ови не-краљевски гробни натписи су пример јачања моћи племства, које је ослабило апсолутну власт краља. Верује се да је то после смрти дуговечног владара Пепија II његови вазали били тако јаки да су се могли опирати ауторитету његових наследника, што је између осталог довело до брзог краја Старог краљевства.